# Правовий титул (майна)
Правовий титул (майна) — підготовлений нотаріусом документ, свідоцтво того що власник землі володіє нею на законній підставі; свідоцтво права власності.
Титул на майно означає не тільки те що хтось має право володіння, бо він може мати це право але не мати титулу. Титул містить право володіння на додаток до права власності. 
Наприклад: 
1. А продав землю Б.
2. В системі реєстрації документів титул на власність передається з документами, які отримує Б.
3. У системі реєстрації титулу, титул буде переданий, коли реєстратор змінить запис в регістрі.